# Vicente Galcerán

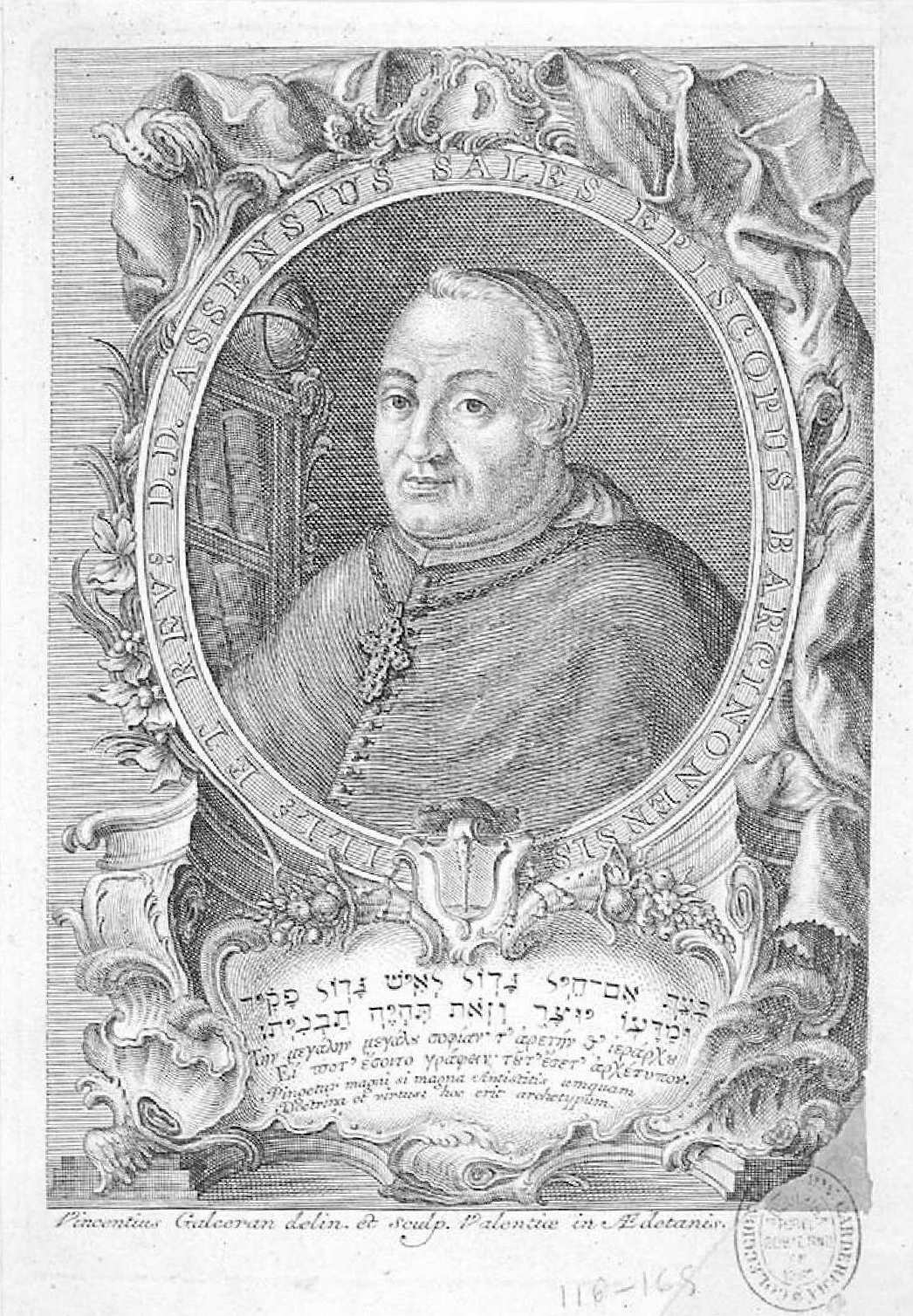
Retrato de Asensio Sales, obispo de Barcelona, talla dulce. Ilustración de la obra de Mateo Aymerich, Nomina et Acta Episcoporum Barcinonensium, Barcelona, 1760. Biblioteca Nacional de España.

Vicente Galcerán y Alapont (Valencia, 1726-1788) fue un calcógrafo español.
Grabador precoz, con once años firmó su primera estampa, con la imagen de san Vicente Ferrer. Estudió en Valencia con Juan Bautista Ravanals e Hipólito Rovira y prosiguió su formación en Madrid, en la Real Academia de Bellas Artes de San Fernando, protegido por José de Carvajal y Lancaster. De vuelta en Valencia, quizá a la muerte de su protector (1754), fue profesor de la recién creada Academia de Santa Bárbara, precursora de la de San Carlos, donde tuvo como discípulos a Joaquín Ballester y a Pascual Pedro Moles, y en 1762 fue nombrado académico de mérito de la de San Fernando.
Grabador fecundo, firmó por dibujos de José Vergara algunas de las ilustraciones de uno de los libros más bellamente impresos en Valencia en el siglo XVIII, las Fiestas seculares [...] del tercer siglo de la canonización de San Vicente Ferrer, del jesuita Tomás Serrano (viuda de Orga, 1762) y cultivó tanto el retrato, género en el que destaca la serie de retratos de los reyes de España con destino a la obra de José Berní y Catalá, Creación, antigüedad y privilegios de los títulos de Castilla, Valencia, 1769, como la estampa de reproducción (Inmaculada Concepción, por pintura de Juan de Juanes), la de devoción y las vistas de ciudades. Falleció trabajando en las ilustraciones para la traducción de la Iconología de Cesare Ripa de Marcos Antonio de Orellana.